# Isoelettrofocalizzazione
L’isoelettrofocalizzazione (IEF) è una tecnica elettroforetica con la quale le proteine si separano su un supporto solido, molto spesso un gel, in base al loro punto isoelettrico. Questa tecnica viene quindi utilizzata sia per la separazione di proteine che per determinarne il loro punto isoelettrico sfruttando la capacità di questa tecnica di discriminare tra punti isoelettrici che differiscono anche solo di 0,01 unità.
Sul gel viene creato un gradiente di pH grazie a miscele di anfoliti che, una volta applicato un campo elettrico, si dispongono tra anodo (soluzione acida) e catodo (soluzione basica) conferendo in quel punto un pH uguale al loro punto isoelettrico (pI). In commercio esistono miscele di anfoliti che coprono intervalli di pH tra 3 e 11, permettendo l'analisi di un'ampia varietà di proteine.
Quando si analizza una miscela proteica con questo metodo le proteine tenderanno a migrare verso l'anodo o verso il catodo a seconda della loro carica netta che contemporaneamente modificherà a causa della variazione di pH conferita dagli anfoliti; la migrazione continuerà finché ogni proteina non si troverà al suo punto isoelettrico ovvero la sua carica netta sarà uguale a 0.
Fin quando è applicato un campo elettrico l'effetto della diffusione delle proteine sul supporto solido sarà eliminato in quanto alla diffusione si oppone la forza elettromotrice che riporta ogni proteina al suo pI ottenendo così bande molto ben risolte.